# Mr. Queen
Mr. Queen (철인왕후 Cheorinwanghu) ist eine südkoreanische Fernsehserie mit Shin Hye-sun und Kim Jung-hyun. Sie besteht aus 20 Episoden und wurde vom 20. Dezember 2020 bis 14. Februar 2021 auf tvN ausgestrahlt.

## Handlung
In der Neuzeit ist Jang Bong-hwan ein Koch, der im Blauen Haus arbeitet. Er hat einen freien Geist, findet sich aber eines Tages in der Joseon-Dynastie im Körper von Königin Cheorin wieder.
König Cheoljong, der amtierende Monarch, ist ein sanfter und gelassener Mensch. Er ist jedoch nur dem Namen nach König, während die wahre Macht von der Frau des verstorbenen Königs Sunjo, Königin Sunwon, ausgeübt wird, die Cheoljong zu einer Galionsfigur gemacht hat.
Königin Cheorin entdeckt bald, dass der König nicht das ist, was er zu sein scheint, und dass er eine dunkle und misstrauische Seite an sich hat.

## Besetzung

### Hauptdarsteller
- Shin Hye-sun als Kim So-yong, Königin Cheorin
  - Seo Eun-sol als junge Kim So-yong
- Kim Jung-hyun als Yi Won-beom, König Cheoljong
  - Kim Kang-hoon als junge Yi Won-beom

### Nebendarsteller
Menschen um Königin Cheorin
- Cha Chung-hwa als Hofdame Choi
- Chae Seo-eun als Hong-yeon

Menschen um König Cheoljong
- Yoo Min-kyu als Prinz Yeongpyeong
- Lee Jae-won als Hong Byeol-gam

Andong Kim-Clan
- Bae Jong-ok als Großköniginwitwe Kim (Königin Sunwon)
- Kim Tae-woo als Kim Jwa-geun
- Na In-woo als Kim Byeong-in
- Jeon Bae-soo als Kim Mun-geun
- Yoo Young-jae als Kim Hwan
- Song Min-hyung als oberster Staatsrat Kim Byung-hak
- Kang Ji-hoo als linker Staatsrat Kim Seok-geun
- Son Kwang-eop als Kriegsminister Kim Chang-hyuk

Pungyang Jo-Clan
- Seol In-ah als Jo Hwa-jin, Royal Noble Consort Eui (Jo Gwi-in)
- Jo Yeon-hee als Königinwitwe Jo (Königin Sinjeong)
- Ko In-beom als rechter Staatsrat Jo Man-hong
- Kim Kwang-sik als Personalministerin Jo Deok-moon

Menschen im Blauen Haus
- Choi Jin-hyuk als Jang Bong-hwan
- Lee Cheol-min als Regisseur Han Pyo-jin/Han Shim-ong
- Kim Joon-won als Bu Seung-min

Menschen in der königlichen Küche
- Kim In-kwon als königlicher Koch Man-bok
- Kang Chae-won als Dam-hyang

Königliche Hofdamen
- Kim Ju-young als Oh Wol
- Sohn So-mang als Hofdame Kang
- Ahn Ju-ri als Hofdame

Menschen im Königspalast
- Kang Da-hyun als Hang Sim-hyang
- Yoon Gi-won als königlicher Arzt
- Yoon Jin-ho als Obereunuch
- Lee Tae-gum als Eunuch Kim
- Choi Hwan-yi als Eunuch Choi
- Kim Bang-won als Sal-soo

## Einschaltquoten
| Folge | Ausstrahlungsdatum | Einschaltquote | Einschaltquote | Einschaltquote |
| Folge | Ausstrahlungsdatum | AGB Nielsen    | AGB Nielsen    |                |
| Folge | Ausstrahlungsdatum | landesweit     | Seoul          |                |
| ----- | ------------------ | -------------- | -------------- | -------------- |
| 1     | 12. Dezember 2020  | 8,030 %        | 8,657 %        |                |
| 2     | 13. Dezember 2020  | 8,800 %        | 9,527 %        |                |
| 3     | 19. Dezember 2020  | 9,022 %        | 9,709 %        |                |
| 4     | 20. Dezember 2020  | 10,447 %       | 11,414 %       |                |
| 5     | 26. Dezember 2020  | 11,337 %       | 11,953 %       |                |
| 6     | 27. Dezember 2020  | 11,805 %       | 12,549 %       |                |
| 7     | 2. Januar 2021     | 12,414 %       | 13,250 %       |                |
| 8     | 3. Januar 2021     | 12,271 %       | 12,953 %       |                |
| 9     | 9. Januar 2021     | 12,066 %       | 13,014 %       |                |
| 10    | 10. Januar 2021    | 12,836 %       | 14,014 %       |                |
| 11    | 16. Januar 2021    | 12,517 %       | 13,354 %       |                |
| 12    | 17. Januar 2021    | 13,224 %       | 14,252 %       |                |
| 13    | 23. Januar 2021    | 12,797 %       | 13,809 %       |                |
| 14    | 24. Januar 2021    | 13,623 %       | 15,061 %       |                |
| 15    | 30. Januar 2021    | 14,534 %       | 15,933 %       |                |
| 16    | 31. Januar 2021    | 14,946 %       | 15,872 %       |                |
| 17    | 6. Februar 2021    | 14,510 %       | 15,682 %       |                |
| 18    | 7. Februar 2021    | 14,844 %       | 15,496 %       |                |
| 19    | 13. Februar 2021   | 14,227 %       | 15,132 %       |                |
| 20    | 14. Februar 2021   | 17,371 %       | 18,554 %       |                |